# Franz Heinrich Bock
Franz Heinrich Wilhelm Bock (* 11. Juli 1901 in Magdeburg; † 1964 in Bonn) war ein deutscher Verwaltungsbeamter. Unter seinem Pseudonym Alexander Hohenstein war er Autor des Wartheländischen Tagebuchs.
Bock trat zum 1. Mai 1933 der NSDAP bei (Mitgliedsnummer 2.352.366) und arbeitete als Verwaltungsbeamter im Reichsgebiet. Von 1940 bis 1942 war er Bürgermeister und Amtskommissar von Poddębice im vom Deutschen Reich 1939 annektierten Teil Polens. 1942 wurde Bock aus der Partei ausgeschlossen. 1948 erfolgte die Entnazifizierung; er wurde in die Gruppe 3 (Förderer der NSDAP; Minderbelastete) eingestuft, nach einem Berufungsverfahren 1950 nur noch als „Mitläufer“. Nach dem Krieg wohnte er in Braunschweig.
Über seine Zeit im damaligen Warthegau verfasste Franz Heinrich Bock ausführliche Tagebuchaufzeichnungen. Diese wurden 1961 vom Münchner Institut für Zeitgeschichte herausgegeben und erschienen unter dem Pseudonym Alexander Hohenstein.

## Schriften
- Alexander Hohenstein (Pseudonym für Franz Heinrich Bock): Wartheländisches Tagebuch aus den Jahren 1941/42 (= Quellen und Darstellungen zur Zeitgeschichte. Bd. 8). Deutsche Verlagsanstalt, Stuttgart 1961, DNB 450513602; (= dtv[-Taschenbücher]. Bd. 99). Deutscher Taschenbuch Verlag, München 1963, DNB 450513610.

## Film
- Dokumentarfilm von Hans-Dieter Grabe: Er nannte sich Hohenstein. Aus dem Tagebuch eines deutschen Amtskommissars im besetzten Polen 1940 bis 42 (Deutschland, 1994, 90 Min.).[5]